# لایونز (داکوتای جنوبی)
لایونز (به انگلیسی: Lyons) یک منطقهٔ مسکونی در ایالات متحده آمریکا است که در شهرستان مینه‌هاها، داکوتای جنوبی واقع شده‌است. لایونز ۹۲٫۸ کیلومتر مربع مساحت و ۶۲۹ نفر جمعیت دارد و ۴۹۳ متر بالاتر از سطح دریا واقع شده‌است.